# Tonghua
Tonghua (en chino, 通化; pinyin, Tōng·Huà, léase Tong-Juá) es una ciudad-prefectura en la provincia de Jilin, República Popular China. Limita al norte con Liaoyuan, al sur con Corea del Norte, al oeste con Fushun y al este con Baishan. Su área es de 15 611 km² y su población total para 2020 superó el 1,3 millones de habitantes. 

## Administración
La ciudad prefectura de Tonghua se divide en 7 localidades que se administran en 2 distritos urbanos, 2 ciudades suburbanas y 3 condados rurales:
- Distrito Dongchang (东昌区)
- Distrito Erdaojiang (二道江区)
- Ciudad Meihekou (梅河口市)
- Ciudad Ji'an (集安市)
- Condado Tonghua (通化县)
- Condado Huinan (辉南县)
- Condado Liuhe (柳河县)

## Economía
La economía de la ciudad por tradición son los productos agrícolas. En la década de 1980 Tonghua tuvo una cierta importancia con la producción de vinos dulces y de color rojo que resultó ser popular entre los consumidores locales , pero la competencia les ganó. Tras este fracaso, la industria de Tonghua fue devuelta a sus productos agrícolas tradicionales.

## Clima
| Parámetros climáticos promedio de Tonghua (1971−2000) | Parámetros climáticos promedio de Tonghua (1971−2000) | Parámetros climáticos promedio de Tonghua (1971−2000) | Parámetros climáticos promedio de Tonghua (1971−2000) | Parámetros climáticos promedio de Tonghua (1971−2000) | Parámetros climáticos promedio de Tonghua (1971−2000) | Parámetros climáticos promedio de Tonghua (1971−2000) | Parámetros climáticos promedio de Tonghua (1971−2000) | Parámetros climáticos promedio de Tonghua (1971−2000) | Parámetros climáticos promedio de Tonghua (1971−2000) | Parámetros climáticos promedio de Tonghua (1971−2000) | Parámetros climáticos promedio de Tonghua (1971−2000) | Parámetros climáticos promedio de Tonghua (1971−2000) | Parámetros climáticos promedio de Tonghua (1971−2000) |
| Mes                                                   | Ene.                                                  | Feb.                                                  | Mar.                                                  | Abr.                                                  | May.                                                  | Jun.                                                  | Jul.                                                  | Ago.                                                  | Sep.                                                  | Oct.                                                  | Nov.                                                  | Dic.                                                  | Anual                                                 |
| ----------------------------------------------------- | ----------------------------------------------------- | ----------------------------------------------------- | ----------------------------------------------------- | ----------------------------------------------------- | ----------------------------------------------------- | ----------------------------------------------------- | ----------------------------------------------------- | ----------------------------------------------------- | ----------------------------------------------------- | ----------------------------------------------------- | ----------------------------------------------------- | ----------------------------------------------------- | ----------------------------------------------------- |
| Temp. máx. media (°C)                                 | −7.1                                                  | −3.0                                                  | 4.4                                                   | 14.3                                                  | 20.7                                                  | 24.8                                                  | 27.1                                                  | 26.6                                                  | 21.2                                                  | 14.0                                                  | 3.8                                                   | −4.3                                                  | 11.9                                                  |
| Temp. mín. media (°C)                                 | −20.1                                                 | −15.9                                                 | −6.7                                                  | 1.8                                                   | 8.1                                                   | 14.0                                                  | 18.4                                                  | 17.2                                                  | 9.5                                                   | 1.3                                                   | −7.0                                                  | −15.9                                                 | 0.4                                                   |
| Precipitación total (mm)                              | 9.7                                                   | 9.5                                                   | 18.9                                                  | 50.3                                                  | 78.4                                                  | 116.4                                                 | 218.0                                                 | 203.8                                                 | 75.2                                                  | 46.9                                                  | 30.6                                                  | 14.0                                                  | 871.7                                                 |
| Días de precipitaciones (≥ 0.1 mm)                    | 7.8                                                   | 6.7                                                   | 8.2                                                   | 9.7                                                   | 13.1                                                  | 14.6                                                  | 16.9                                                  | 14.4                                                  | 11.5                                                  | 9.4                                                   | 9.6                                                   | 8.3                                                   | 130.2                                                 |
| Fuente: Weather.com.cn                                |                                                       |                                                       |                                                       |                                                       |                                                       |                                                       |                                                       |                                                       |                                                       |                                                       |                                                       |                                                       |                                                       |